# بادام‌های تلخ
بادام‌های تلخ فیلمی به کارگردانی کاظم معصومی، نویسندگی هاشم میرطالبی و محسن وزیری و تهیه‌کنندگی محسن وزیری محصول سال ۱۳۷۶ است. این فیلم در مهر ۱۳۷۷ بر روی پرده سینما رفت.

## خلاصه فیلم
مهندس زرین (جمشید مشایخی) که در کارخانه‌ای با ساخت قطعات داخلی در جهت خودکفایی می‌کوشد، با قاچاقچیان ارز و کالا در می‌افتد. قاچاقچیان سه تن از همکاران مهندس زرین را ترور می‌کنند و مهندس به ناچار کارخانه و خانواده خود را ترک می‌کند ، تاری (فریبرز عرب نیا) با ورود به کارخانه و خانواده مهندس می‌کوشد آدرس مخفیگاه وی را بیابد و در اختیار قاچاقچیان قرار دهد و...

## بازیگران
- فریبرز عرب نیا(تاری)
- بهاره رهنما(ترگل)
- حسن جوهرچی(جودت)
- امین حیایی(علی)
- جلال موسوی
- فرهاد خانمحمدی
- شهلا ریاحی
- جمشید مشایخی